# Wanneroo (ciudad)
Wanneroo es una gobernación de área local con el estatus de ciudad. Está ubicado en los suburbios al norte de ciudad de Perth, la capital de Australia Occidental. 
La población de Wanneroo alcanzó los 178 mil habitantes el año 2013.

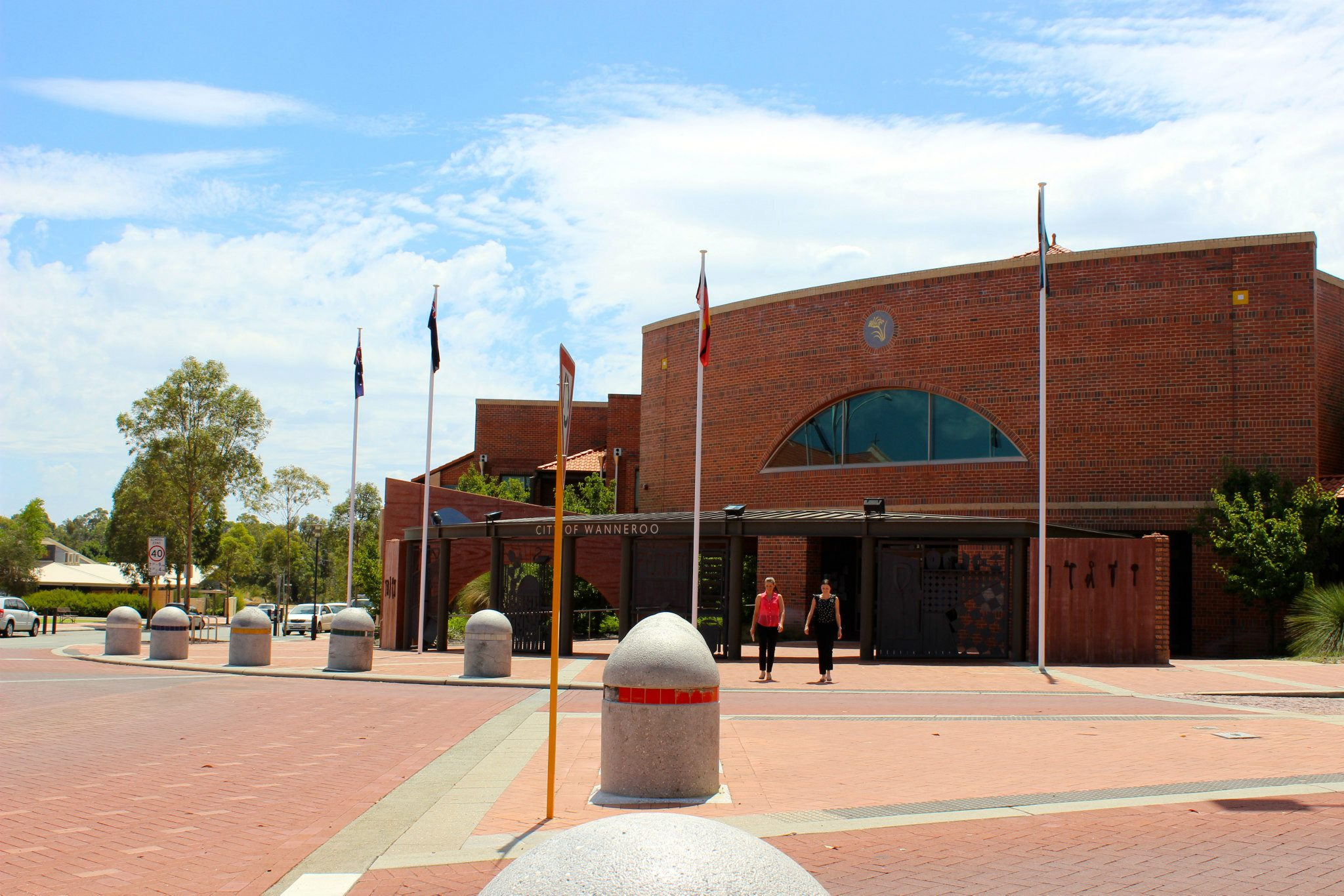
Casa de gobierno de la ciudad de Wanneroo, Australia Occidental

## Transporte
La línea de autobús número 389 de Transperth conecta Wanneroo con Perth.